# Heilige Messe

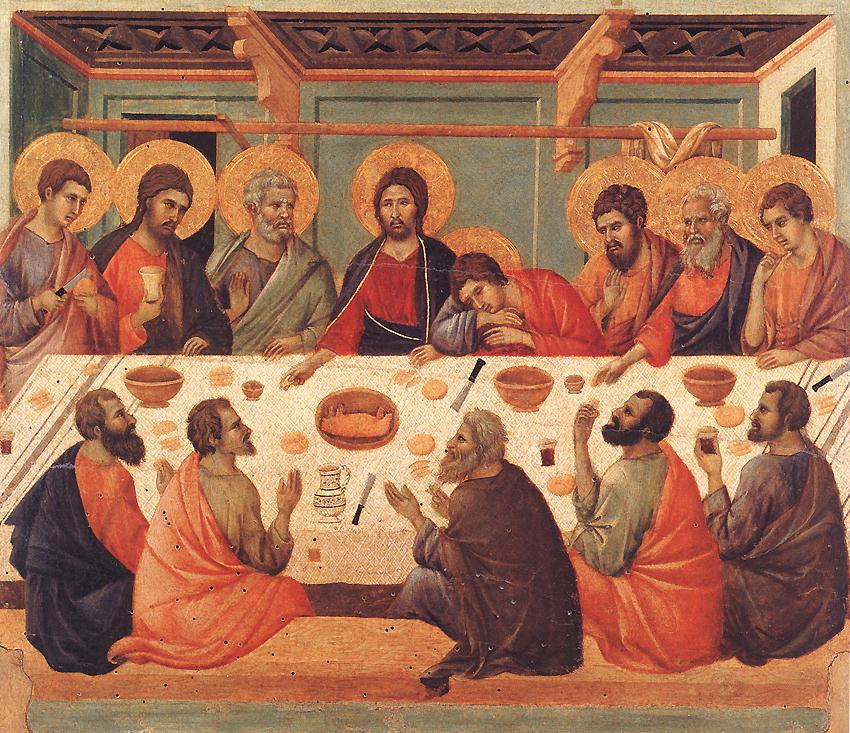
Das letzte Abendmahl. Altartafel von Duccio di Buonsegnia (1308–1311)

Heilige Messe, kurz auch Messe genannt, ist der in der römisch-katholischen und von ihr abstammenden katholischen Kirchen gebräuchliche Name für den eucharistischen Gottesdienst. Die heilige Messe besteht aus zwei Hauptteilen: der „Liturgie des Wortes“ (Wortgottesdienst) und der „eucharistischen Liturgie“ (Eucharistiefeier). Diese beiden sind eng verbunden und bilden eine gottesdienstliche Einheit; sie werden von Eröffnungs- und Abschlussriten eingerahmt. Das Wort Messe (lateinisch Missa) leitet sich von der Entlassungs- und Sendungsformel der lateinischen Liturgie Ite, missa est! (wörtlich „Geht hin, es ist die Aussendung!“) ab.
Die heilige Messe gehört mit dem Stundengebet und der Spendung der anderen Sakramente und Sakramentalien zur Liturgie der Kirche, im Gegensatz zu Formen der Volksfrömmigkeit und den sogenannten frommen Übungen.

## Bezeichnungen

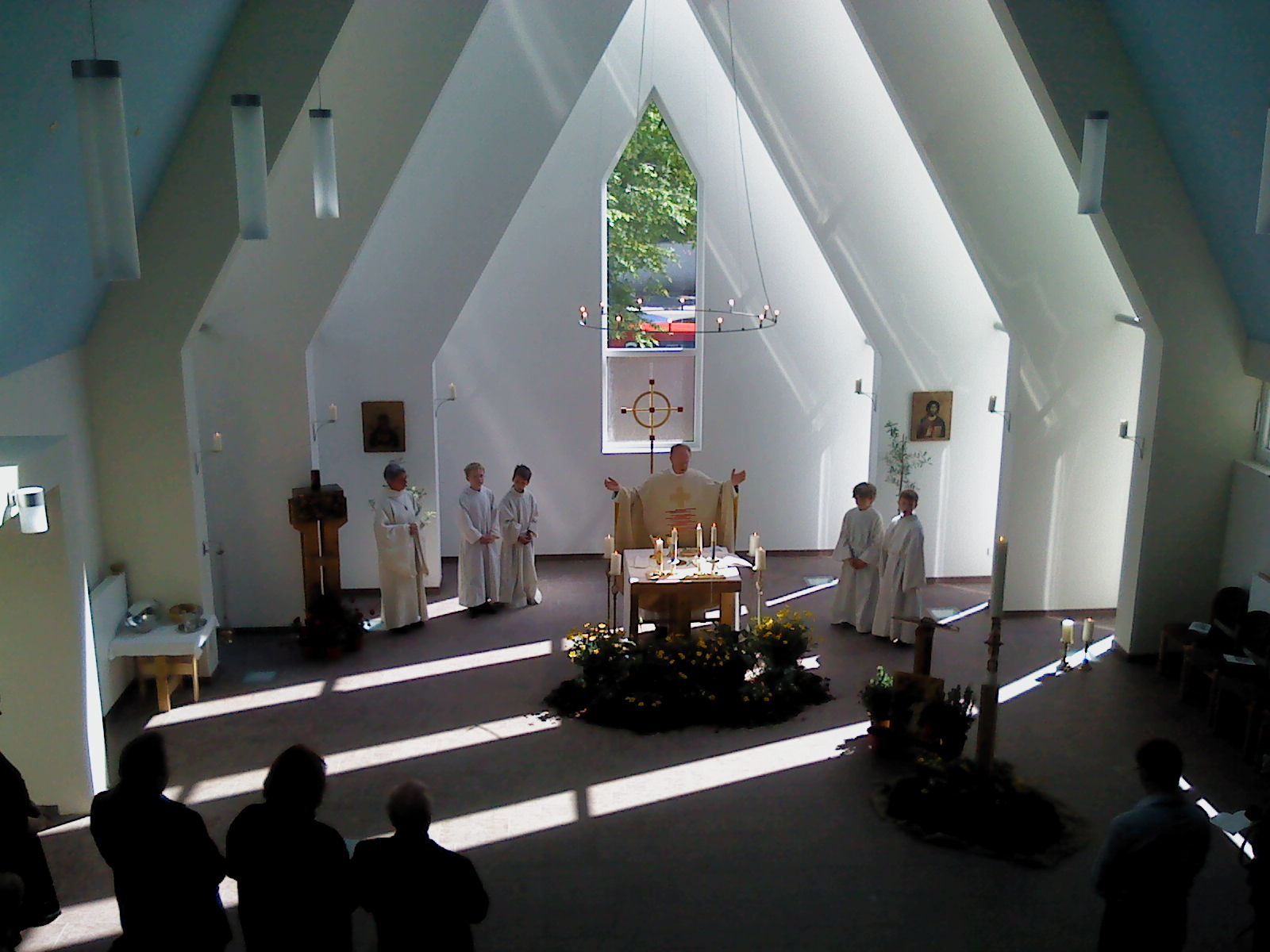
Altkatholische Messfeier in Hannover

Weitere Bezeichnungen sind Messfeier, Feier der Eucharistie, Eucharistiefeier, Herrenmahl oder Messopfer. Eucharistie ist ein sehr alter Begriff und kann seit der Zeit der apostolischen Väter die gesamte Messfeier oder auch nur ihren zweiten Teil, die heute so genannte „eucharistische Liturgie“, sowie die dargebrachten eucharistischen Gaben von Brot und Wein bezeichnen. In den Ostkirchen wird die heilige Messe als Göttliche oder Heilige Liturgie oder als Mysterienfeier bezeichnet.
Im neutestamentlichen Sprachgebrauch und in den ersten judenchristlichen Gemeinden war mit Brotbrechen die frühe Form der Eucharistiefeier gemeint (Apg 2,42.46 ). Der Begriff konnte sich in der frühen Kirche jedoch nicht durchsetzen. Ebenfalls auf das Neue Testament geht das Wort Herrenmahl (griech. κυριακὸν δεῖπνον kyriakón deipnon; lat. dominica cena) zurück (1 Kor 11,20 ), das vom Zweiten Vatikanischen Konzil wieder aufgegriffen wurde. Verwandt ist auch der Begriff Tisch des Herrn (τράπεζα κυρίου trápeza kyríou, 1 Kor 10,21 ).
Das Wort missa bezeichnete im Spätlateinischen „Entlassung, Verabschiedung“ (von lateinisch mittere „schicken, senden“). Es war auch im profanen Bereich als Ausdruck für die Verabschiedung nach einer Audienz oder Versammlung üblich, wurde ab dem Ende des 4. Jahrhunderts als Bezeichnung für die gesamte liturgische Feier der Eucharistie gebräuchlich und hat im Lateinischen und in den meisten abendländischen Sprachen andere Bezeichnungen verdrängt.
Seit dem Zweiten Vatikanischen Konzil spricht man üblicherweise davon, dass der Priester oder Bischof die heilige Messe zelebriert oder feiert. In Bezug auf die Teilnahme der Gläubigen („Volk“ oder „Gemeinde“ genannt) sind allgemeinsprachliche Ausdrucksweisen die Messe mitfeiern, zur Messe gehen, die Messe besuchen oder in der Messe (gewesen) sein. Vorher waren die Formulierungen die Messe lesen (Zelebrant) bzw. die Messe hören (Volk) sehr verbreitet. Nach wie vor wird für die Feier einer Messe durch den Zelebranten auch die Ausdrucksweise eine Messe halten verwendet. Das Messopfer darbringen betont den Opfercharakter der Eucharistiefeier.

## Entwicklung

### Frühe Kirche

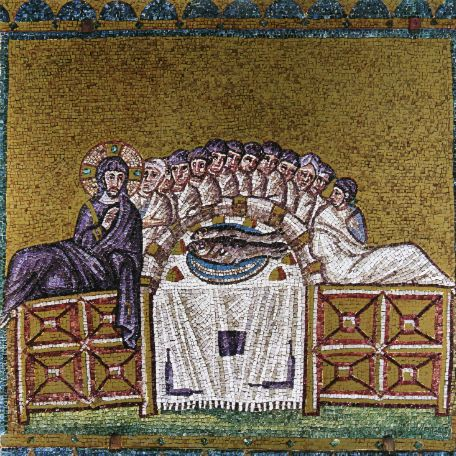
Darstellung des letzten Abendmahls in Sant’Apollinare Nuovo, Ravenna, um 520

Der Überlieferung nach befolgten die Jünger schon kurz nach dem Tod und der Auferstehung Jesu die Anweisung Jesu, der nach biblischem Zeugnis bei seinem letzten Mahl seinen Jüngern gesagt hat: „Tut dies zu meinem Gedächtnis“ (1 Kor 11,24.25 ). In der apostolischen und nachapostolischen Zeit war die normale Form der Gemeindeeucharistie die Hausmesse, an der ein kleiner Kreis von Gläubigen teilnahm; mehrere Hausgemeinden bildeten als konstitutiven Kern die Ortsgemeinde. Von einer einheitlichen Form der Gottesdienste kann noch nicht gesprochen werden. Zunächst wurden nach einem Sättigungsmahl, dem Vorbild Jesu entsprechend, die Segensworte über Brot und Wein gesprochen. Allmählich wurden diese vom Mahl getrennt – welches sich als Agape verselbständigte – und mit dem sonntäglichen Gebetsgottesdienst am Morgen vereinigt. Diese Verbindung von Wortgottesdienst und Eucharistiefeier begegnet erstmals ausführlich bei Justin dem Märtyrer († 165), der einen Gottesdienst mit Leseordnung, Predigt, Fürbittengebet, Friedenskuss und Mahlfeier beschreibt. Die Traditio Apostolica, häufig Hippolyt von Rom († 235) zugeschrieben, schildert ebenfalls eine frühe Gestalt der heiligen Messe. Insgesamt sind die Entwicklungslinien in den ersten Jahrhunderten jedoch weitgehend unklar. Ab dem 2. Jahrhundert bildete sich die vom Bischof geleitete Gemeindeeucharistie als Idealform heraus; daneben bestanden weiterhin verschiedene Formen von Presbyter-, Haus- und Gruppenmessen. In großen Städten entwickelten sich von Presbytern geleitete Teilgemeinden der bischöflichen Ortskirche, weil es keinen genügend großen Versammlungsraum für alle gab – in Rom zu Beginn des 4. Jahrhunderts über 40; auf dem Land war die Entfernung ausschlaggebend für die Bildung von Presbytergemeinden. Der Ritus orientierte sich jedoch offenbar an der bischöflichen Feier des regionalen Hauptortes, und man verstand die verschiedenen Einzelfeiern zumindest als ideelle Einheit der Eucharistiefeier mit dem Ortsbischof.
Abgesehen von allerfrühesten judenchristlichen Gemeinden in Jerusalem und Judäa war die Gottesdienstsprache im Mittelmeerraum bis ins 4. Jahrhundert hinein überwiegend griechisch als alltägliche Umgangssprache; auch gebildete Römer bevorzugten das Koine-Griechische. Im Zuge der Akzentuierung verschiedener Patriarchate entstanden unterschiedliche Gottesdienstformen und Liturgiefamilien. Seit dem 2. Jahrhundert entwickelte sich im Westen allmählich eine lateinische volkssprachliche Liturgie, beginnend in der Katechese, bei Bibelübersetzungen und im Wortgottesdienst und auch hier in differenzierten Formen und in der Spannung zwischen Gemeinsamkeit und lokaler Eigenform (siehe Riten); zu derselben Zeit wurde auch der Opfercharakter der heiligen Messe stärker betont. Papst Innozenz I. bemühte sich Anfang des 5. Jahrhunderts um eine größere Vereinheitlichung der Liturgie; so war es bis in diese Zeit üblich, in der Messfeier unter Wahrung einer Grundstruktur und inhaltlichen Übereinstimmung selbstformulierte Gebete zu sprechen oder Modelltexte auswendig zu sprechen und dabei zu variieren. Die von Kaiser Konstantin bewirkte Kirchenfreiheit des Christentums führte zum Anwachsen von Zahl und Größe der Gemeinden; dies und die Lehrauseinandersetzungen im Bereich der Christologie und Trinitätslehre erforderten zunehmend festgelegte und einheitliche liturgische Ordnungen, um die Rechtgläubigkeit der Liturgie zu sichern.

### Mittelalter
Die unter Chlodwig I. nach Gallien eingedrungenen Franken nahmen um 500 den christlichen Glauben an und feierten die Liturgie in der dort praktizierten „gallikanischen“ Form. Die Seelsorge im Frankenreich erfolgte durch Wandermönche aus dem keltischen Irland und aus Schottland, später auch durch Angelsachsen, was Einflüsse aus diesen Traditionen zur Folge hatte. Durch Pilger zu den Apostelgräbern in Rom wurden Elemente der gefestigten stadtrömischen Liturgie eingebracht und führten zu einer „Mischliturgie“, die dann von den fränkischen Königen, besonders auch Karl dem Großen, im Zuge ihrer politischen Orientierung auf Rom hin zur „Einheitsliturgie“ eines Heiligen römischen Reiches verfestigt wurde. Die römische Liturgie wurde im Frankenreich nicht nur übernommen, sondern auch weiterentwickelt. Es blieb jedoch beim Latein als Liturgiesprache, weil zunächst die Stammesdialekte noch nicht als „literaturfähig“ galten und später das Lateinische, auch wenn nun unverständlich, als dem Mysterium jenseits menschlicher Verfügbarkeit besonders angemessen erschien. Der fränkischen Mentalität entsprach eine Vorliebe für feierliche Hymnik und „dramatischere“ Formen der Liturgie wie Prozessionen. Diese fränkisch-deutschen Elemente flossen im 9. bis 11. Jahrhundert wieder in die römische Liturgie ein, wobei die Benediktinermönche der burgundischen Abtei Cluny eine besondere Rolle spielten.
Im Hochmittelalter wurde die Liturgie in den Abteien, Stiften und an den Kathedralen zu einem ausgefalteten Klerusgottesdienst. Das Volk geriet in eine Zuschauerrolle, aus Mitfeiernden wurden „Beiwohner“, die „geistlich“ kommunizierten, aber nur noch selten sakramental. In der Architektur der Kirchen entstand der Lettner, der die Bereiche von Klerus und Volk trennte. Vor dem Lettner befand sich der Altar, an dem die Messe für das Volk gefeiert wurde. Von daher kann man in diesem Sinn von einem „Volksaltar“, vielfach „Kreuzaltar“ genannt, sprechen, der sich aber vom modernen Volksaltar unterscheidet, da an Letzterem die Messe versus populum gefeiert wird, was bei jenem Altar, der vor dem Lettner, und zwar in Richtung Lettner stand, nicht der Fall war. Diese Messen am Kreuzaltar wurden im Laufe der Zeit von eigenen Leutpriestern gefeiert. Die Volksfrömmigkeit entwickelte sich von der Liturgie weg zu allegorischen und mystisch-erbaulichen Formen mit ausgeprägter Reliquienverehrung, Prozessionen und Wallfahrten. Die eucharistischen Gaben von Brot und Wein wurden mehr angebetet als genossen. Aus dem verbreiteten „Schauverlangen“ des Volkes entstanden die Elevation der gewandelten Gaben während des Hochgebetes und Formen der Eucharistiefrömmigkeit außerhalb der Messfeier, etwa die eucharistische Anbetung und die Fronleichnamsprozession. In den Klöstern und Kathedralen entwickelte sich gleichzeitig die Gepflogenheit der Privatmessen.
Bei aller lokalen Vielfalt entwickelte sich jedoch die an den römischen Hauptkirchen und an der päpstlichen Kurie praktizierte Liturgie zur im Abendland vorherrschenden Liturgieform. Dieser Kurialritus (auch Kurialliturgie) wurde von Papst Nikolaus III. für alle Kirchen in Rom vorgeschrieben, und die liturgischen Bücher nach dem Brauch der römischen Kurie wurden besonders von den Franziskanern weit verbreitet, da sie so als Bettelorden ohne Stabilitas loci in allen ihren Klöstern in Europa einheitlich Gottesdienst feiern konnten.

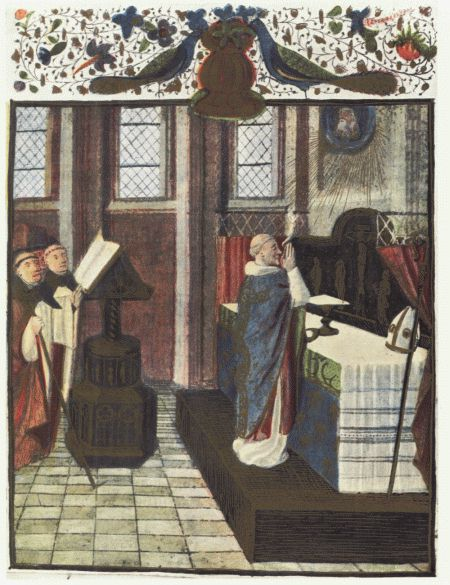
Bischofsmesse Ad te levavi animam meam. Illustration in einem Messbuch aus dem 15. Jahrhundert.

### Liturgiereform des Konzils von Trient
Mit der Reformation kam es in Deutschland zu Reformen der Messe. Bedeutende Änderungen sind dabei der Gebrauch der deutschen Sprache, die Feier des Abendmahls „unter beiderlei Gestalt“ sowie der Wegfall des Canon Missae, der in besonderer Weise Ausdruck der katholischen Opfer-Theologie wahrgenommen wurde. Entsprechende Liturgien wurden häufig als Deutsche Messe bezeichnet. Der „Gottesdienst mit Predigt und Abendmahl“ nach Grundform I des Evangelischen Gottesdienstbuches steht in dieser Tradition. Sie ist in allen reformatorischen Kirchen bekannt.
Auch in der katholischen Kirche führten der liturgische Wildwuchs und die Einseitigkeiten in der Volksfrömmigkeit, wie sie im 16. Jahrhundert von den Reformatoren kritisiert wurden, zu einer Liturgiereform, die das Konzil von Trient (1545–1563) in seiner letzten Sitzung durch Einrichtung einer Kongregation zur Reform der liturgischen Bücher veranlasste; die Kommission wurde 1588 zur Ritenkongregation und bestand als vatikanische Behörde bis 1969. Die Kommission sammelte die vorhandenen liturgischen Elemente unter dem Vorzeichen einer Rückkehr zum Älteren – ad pristinam orandi regulam – und verstand darunter den Zustand bis zur Zeit Papst Gregors VII. im späten 11. Jahrhundert. Im neuen Missale Romanum Papst Pius’ V. von 1570 wurden die Riten stilistisch durchgeformt, vereinfacht und im Wortlaut festgelegt; dabei war der römische Kurialritus, niedergelegt in den römischen Liturgiebüchern, maßgebend. Nur Riten, die schon mehr als 200 Jahre bestanden, blieben daneben erlaubt. Das Missale von 1570 und die dadurch festgeschriebene tridentinische Messe blieben im Wesentlichen bis zum Zweiten Vatikanischen Konzil in Geltung.
Aus heutiger Sicht hatten Rechtsformalismus und liturgische Kasuistik im liturgischen Leben ein zu großes Gewicht. Der Priester „verrichtete“ die vorgeschriebenen Texte der heiligen Messe überwiegend leise und in lateinischer Sprache (Stillmesse, missa lecta als Normalform), währenddessen die Gemeinde sich nicht liturgisch, sondern „frömmigkeitlich“ beteiligte: Lieder sang, „Messandachten“ oder sogar den Rosenkranz betete. Lediglich bei den Akklamationen (z. B. Dominus vobiscum) und einzelnen Teilen des Ordinariums fand eine Wechselbeziehung zwischen Priester und Gemeinde statt. Während der Wandlung mit der Elevation der gewandelten Gaben, auf die ein Schellenzeichen aufmerksam machte, herrschte Stille. Der Liturgiewissenschaftler Theodor Klauser sprach von einer „Epoche des Stillstands und der Rubrizistik“.

### Entwicklung der Liturgie seit dem 20.Jahrhundert
Im 20. Jahrhundert schien die Zeit reif für eine Überformung und theologische Vertiefung der Liturgie. Es entstanden eine verstärkte liturgiegeschichtliche Forschung und eine Liturgische Bewegung, die von mehreren Benediktinerabteien und Stiften in Frankreich, Deutschland und Österreich ausging und etwa von der katholischen Jugendbewegung aufgegriffen wurde. Papst Pius X. förderte in seinen Kommuniondekreten den häufigeren Empfang der heiligen Kommunion und die tätige Teilnahme der Gläubigen an der Liturgie. Die Rolle des ganzen Gottesvolkes der Kirche, des „mystischen Leibes Christi“, betonte Papst Pius XII. in seinen Enzykliken Mystici corporis (1943) und Mediator Dei (1947). Das Zweite Vatikanische Konzil griff diese Bestrebungen in seiner Konstitution Sacrosanctum Concilium (verabschiedet am 4. Dezember 1963) auf. Papst Paul VI. autorisierte daraufhin 1969 ein völlig überarbeitetes Messbuch, das 1970 als Missale Romanum ex decreto Sacrosancti Oecumenici Concilii Vaticani II instauratum auctoritate Pauli PP. VI promulgatum. Editio typica. Typis Polyglottis Vaticanis 1970 erschien und seitdem Grundlage für die Feier der heiligen Messe in der römisch-katholischen Kirche ist.

## Theologische Bedeutung
In den meisten christlichen Konfessionen ist die Feier der Eucharistie bzw. des Abendmahls ein Sakrament. Entsprechend heißt es in einer Publikation der Deutschen Bischofskonferenz von 2007:

„Als Werk Christi und des hierarchisch gegliederten Volkes Gottes ist die Feier der heiligen Messe für die Welt- und Ortskirche wie auch für jeden einzelnen Gläubigen Mitte des ganzen christlichen Lebens. Denn in ihr findet das Wirken Gottes seinen Höhepunkt, durch das er in Christus die Welt heiligt, aber auch der Kult, den die Menschen dem Vater erweisen, indem sie ihn durch Christus, seinen Sohn, verherrlichen.“

Nach katholischem Verständnis ist die Eucharistiefeier eine Erinnerung an das letzte Abendmahl Jesu und zugleich das vergegenwärtigende Gedächtnis seines Kreuzestodes, daher auch Messopfer genannt, und seiner Auferstehung. Die Bedeutung der heiligen Messe für das Leben der Kirche und des einzelnen wird in folgenden Aspekten zum Ausdruck gebracht:
1. Gedächtnis des Pascha-Mysteriums
Jesus hat beim letzten Abendmahl das eucharistische Opfer gestiftet, „um dadurch das Opfer des Kreuzes durch die Zeiten hindurch bis zu seiner Wiederkunft fortdauern zu lassen und so der Kirche eine Gedächtnisfeier seines Todes und seiner Auferstehung anzuvertrauen“.[16]
2. Gegenwart Christi und seines Heilswerkes:
„In der Messfeier ist Christus wirklich gegenwärtig in der Gemeinde, die sich in seinem Namen versammelt, in der Person des Amtsträgers, in seinem Wort sowie wesenhaft und fortdauernd unter den eucharistischen Gestalten.“[17]
3. Opfer der Kirche:
Das Opfer Jesu Christi am Kreuz ist ein und dasselbe wie seine sakramentale Vergegenwärtigung in der Messe. Subjekt der Eucharistie ist die zur Feier der Eucharistie versammelte Altargemeinschaft zusammen mit dem Priester, der ihr vorsteht. Die Eucharistiefeier ist ein Handeln der gesamten Kirche; diese ist „das Volk, das für das Heilsmysterium durch Christus dankt, indem es sein Opfer darbringt, und das durch die Teilnahme am Leib und Blut Christi zu einer Gemeinschaft wird.“[18]
4. Eucharistisches Mahl:
Die heilige Messe ist neben ihrem Opfercharakter aufgrund ihres Ursprungs auch „Herrenmahl“ und „Ostermahl“, „in dem Christus genossen, das Herz mit Gnade erfüllt und uns das Unterpfand der künftigen Herrlichkeit gegeben wird“.[16][19]

Wegen der unterschiedlichen Auffassung über die Bedeutung der Feier und des Priestertums ist eine Interkommunion und Interzelebration unter den christlichen Konfessionen nur teilweise möglich.
Für Katholiken ist die Teilnahme an der sonntäglichen heiligen Messe verpflichtend (Sonntagsgebot). Es kann Gründe geben, die von der Teilnahme entschuldigen.

## Liturgie und Formen
Die Liturgie der heiligen Messe weist die zweiteilige Grundform aus Wortgottesdienst und Eucharistiefeier auf, die über die Jahrhunderte hinweg gleich geblieben ist und auch in anderen christlichen Kirchen verankert ist. Die genaue Abfolge der regelmäßigen Gebete und Gesänge änderte sich jedoch im Lauf der Zeit, was eine gewisse Vielfalt der Riten hervorbrachte. Die schriftliche Überlieferung der Riten geht bis in die Antike zurück. Einer der ältesten Riten ist der des Hippolyt (= Traditio Apostolica). Der Ablauf ist auch durch die Schriften des Kirchenlehrers Augustinus überliefert. Hierbei betete der Priester, von Ausnahmen, etwa Segensgebeten, abgesehen, in Richtung Osten, die Gläubigen häufig gleichfalls, hingegen dort, wo wie in Rom die Kirchen mit dem Eingang, nicht der Apsis, nach Osten ausgerichtet waren, nach Westen, zum Altar hin.
Den Ablauf der heiligen Messe beschreibt die Messordnung, Ordo missae genannt, zusammen mit der Allgemeinen Einführung ins Messbuch. Die Messtexte werden allgemein eingeteilt in gleichbleibende Teile – das Ordinarium – sowie die an den einzelnen Tagen unterschiedlichen Teile, darunter vor allem die biblischen Lesungen – das Proprium. Da sich der Ablauf der heiligen Messe in den einzelnen Riten unterscheidet, wird er jeweils dort beschrieben.
Das Zweite Vatikanische Konzil sah „die liturgischen Riten auf gemeinschaftliche Feier mit Beteiligung und tätiger Teilnahme der Gläubigen angelegt“ und bestimmte, „dass die Feier in Gemeinschaft der vom Einzelnen gleichsam privat vollzogenen vorzuziehen ist.“ Seit der Liturgiereform dieses Konzils ist die Grundform der heiligen Messe die „Gemeindemesse“ (Missa cum populo). Die Verwendung von Weihrauch, festlichen Gewändern, edlen liturgischen Geräten, Musik und Gesang verdeutlichen die Würde und Feierlichkeit des Gottesdienstes. Besonders festliche Messen werden als Hochamt oder Festamt bezeichnet.
Heilige Messen in den Kathedralkirchen mit dem Domkapitel heißen Kapitelsamt. Pontifikalämter sind feierliche Messen, die von einem Bischof oder einem Abt zelebriert werden. Messfeiern für Verstorbene (Requiem) heißen Totenmessen, örtlich auch Seelenamt. Die wöchentliche Hauptmesse einer Pfarrgemeinde wird Pfarrgottesdienst oder Pfarrmesse genannt. Mehrere Priester können gemeinsam eine heilige Messe in Konzelebration feiern. Für einen detaillierten Überblick über den Ablauf der heiligen Messe vgl. römischer Ritus und Gemeindemesse.
Die Kirche wünscht zwar, dass jeder Priester die heilige Messe täglich feiert, jedoch ist der Priester hierzu kirchenrechtlich nur ein Mal im Jahr verpflichtet. Aus gerechtem und vernünftigen Grund sind auch Privatmessen (Missae solitariae) erlaubt, die ein Priester sine populo, also ohne Anwesenheit einer Gemeinde, jedoch wenigstens mit einem Altardiener oder einer anderen Person, zelebriert. Privatmessen eines Priesters ohne Anwesenheit wenigstens eines Gläubigen sind nur aus gerechtem Grund erlaubt. Der Ablauf einer solchen Messe ist im Wesentlichen derselbe wie der Messe cum populo, es entfallen die Begrüßung und Entlassung des Volkes und die Homilie. Im Mittelalter war die Messe sine populo wesentlich verbreiteter, vor allem im Zusammenhang mit Altarstiftungen.

## Riten

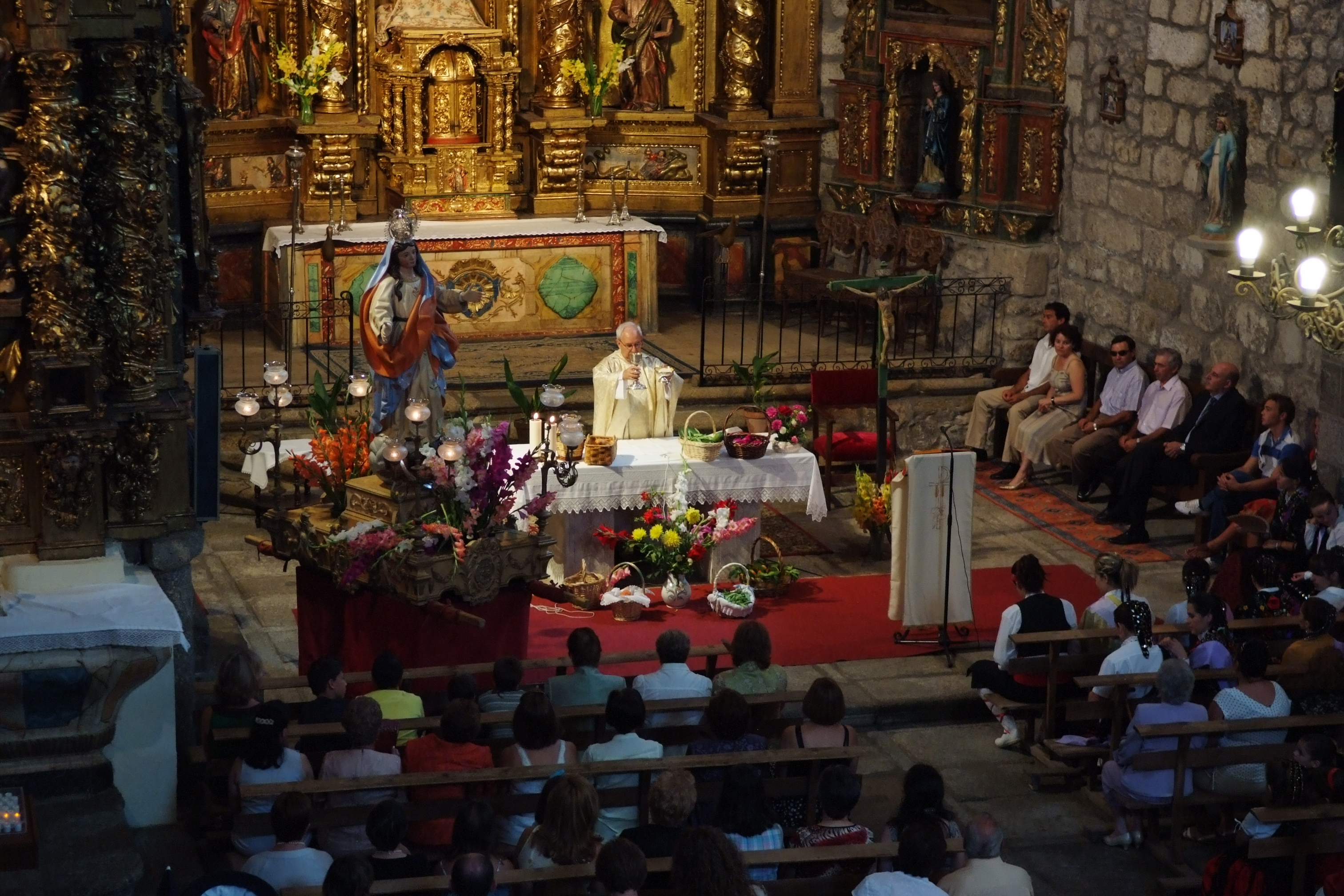
Heilige Messe im römischen Ritus in Villafranca de la Sierra, Spanien (2009)

In der römisch-katholischen Kirche ist besonders der römische Ritus verbreitet, der seit der nachkonziliaren Liturgiereform nicht nur in lateinischer, sondern überwiegend in der jeweiligen Landessprache gefeiert wird. Er geht zurück auf die altkirchliche Liturgie der Stadt Rom nach Ablösung der griechischen durch die lateinische Sprache. Daneben entwickelten sich im Altertum bis ins Mittelalter regional unterschiedlich auch andere gottesdienstliche Ordnungen, die mit der römischen in Wechselbeziehung standen, so der altgallische („gallikanische“) Ritus in Frankreich, der Ambrosianische Ritus in Mailand und der Sarum-Ritus in Salisbury (England). Der altspanische oder mozarabische Ritus entwickelte sich unter nordafrikanischem Einfluss auf der iberischen Halbinsel im Laufe des 6. Jahrhunderts und blieb dort dominierend während der islamischen Herrschaft. Lokal begrenzt lebt der Ritus weiter, insbesondere in Toledo, wo er zeitweise verbindliche Liturgie in der Sakramentskapelle der Kathedrale war. Auch die Orden entwickelten in ihrer Geschichte eigene Varianten („Ordensliturgien“), so gab es beispielsweise bis zum zweiten Vatikanischen Konzil einen besonderen Dominikanerritus. Der Kartäuserritus existiert heute noch. Die mit dem Papst von Rom unierten Katholischen Ostkirchen kennen naturgemäß ihre je eigenen Gottesdienstordnungen, zum Beispiel den Byzantinischen Ritus.

### Römischer Ritus
Als römischer Ritus wird die seit der Spätantike in Rom gefeierte heilige Messe in der römisch-katholischen Kirche bezeichnet. Ebenfalls als römisch wird auch das Messbuch des Ritus bezeichnet, im Lateinischen als Missale Romanum.
Der römische Ritus der Messfeier ist im Missale Romanum und daneben im Codex Iuris Canonici, Buch IV Teil I, Titel III Heiligste Eucharistie (can. 897 bis can. 933) sowie im Motu Proprio Summorum Pontificum Papst Benedikts XVI. vom 7. Juli 2007 liturgie- und kirchenrechtlich geregelt.
Es gab mehrmals Reformen des Ritus, und zwar aus unterschiedlichen Gründen, zum Beispiel um Fehlentwicklungen zu korrigieren, die Variantenvielfalt zu reduzieren oder um die katholischen Riten von anderen, nicht-katholischen Riten abzugrenzen. Überliefert ist die Reform Papst Gregors des Großen, eine Sammlung, Emendierung und Neuherausgabe der liturgischen Bücher unter Karl dem Großen und – auch bedingt durch die Reformation – die Liturgiereform unter Papst Pius V. gemäß den Beschlüssen des Konzils von Trient. Die Weiterentwicklung der Riten erfolgte jeweils mit dem Ziel, die Messordnung auf die Überlieferung der Kirchenväter („Norma patrum“) zurückzuführen. Trotzdem wurde eine gewisse Vielfalt erlaubt; so blieben nach dem Konzil von Trient neben der römischen Liturgie jene liturgischen Ordnungen erlaubt, die damals älter als 200 Jahre waren.

#### Messordnung
Die römische Liturgie kennt eine verbindliche Messordnung (Ordo Missae), allerdings seit dem Inkrafttreten des oben genannten Motu Proprio Summorum Pontificum im Jahr 2007 bis 2021 mit zwei Formen, der ordentlichen und der außerordentlichen Form. In seinem Motu proprio Traditionis custodes vom 16. Juli 2021 setzte Papst Franziskus diese Aufspaltung des Römischen Ritus in zwei Formen wieder außer Kraft, so dass nicht mehr legitimer Weise von der Sonderform eines „Usus extraordinarius“ (‚außerordentliche Praxis‘) im Unterschied zu einem „Usus ordinarius“ (‚ordentliche Praxis‘) gesprochen werden kann.
Der Ordo Missae gestattet gewisse Abwandlungen, vor allem im Hinblick auf Zahl und Situation der Teilnehmer (etwa Gruppenmessen, Messfeiern mit Kindern). Hinsichtlich der Texte bleibt das Ordinarium Missae an allen Tagen des Kirchenjahres gleich oder hat nur wenige Auswahltexte. Neben dem zentralen eucharistischen Hochgebet, für das es mehrere Formulare und eine große Anzahl von Präfationen gibt, sind dies: Kyrie und Gloria (nur an bestimmten Tagen) in der Eröffnung, das Credo nach den Schriftlesungen, das Sanctus im Hochgebet, das Vaterunser und das Agnus Dei beim Brotbrechen. Die biblischen Lesungen mit Antwortpsalm und Ruf vor dem Evangelium sowie die Begleitgesänge zu den Prozessionen der Messfeier (Introitus, Offertorium und Communio) wechseln von Tag zu Tag. Diese Eigentexte nennt man daher Proprium Missae.
Seit das im Auftrag des Zweiten Vatikanischen Konzils erneuerte und seit 1969 gültige Missale Romanum in Kraft ist, wird die heilige Messe meist in der jeweiligen Volkssprache gefeiert. Die heilige Messe kann jedoch grundsätzlich immer auch auf Latein gefeiert werden, oft wird Latein an bestimmten Sonntagen oder Festen, bei Gottesdiensten mit vielen internationalen Teilnehmern, zu besonderen Anlässen oder in bestimmten Gruppen benutzt.
Meist ist Gesang der Gemeinde, Orgelspiel oder auch Chorgesang und gelegentlich Orchestermusik Bestandteil der Messfeier. Auch können Bischof, Priester, Diakon oder Lektor die ihnen zukommenden Teile der Liturgie singen. Die Kleriker wie auch die Ministranten, Lektoren, die Mitglieder von Kirchenchören und Kommentatoren vollziehen „einen wahrhaft liturgischen Dienst“.

#### Der Aufbau der sonntäglichen Messfeier
Die Darstellung entspricht Gotteslob Nr. 581.
- Eröffnung
  - Einzug – Gesang
  - Kreuzzeichen
  - Liturgischer Gruß, ggf. Einführung
  - Allgemeines Schuldbekenntnis oder Taufgedächtnis
  - Kyrie
  - Gloria
  - Tagesgebet

- Wortgottesdienst („Liturgie des Wortes“)
  - Erste Lesung
  - Antwortpsalm
  - Zweite Lesung
  - Ruf vor dem Evangelium
  - Evangelium
  - Homilie (Predigt)
  - Glaubensbekenntnis
  - Fürbitten

- Eucharistiefeier („Eucharistische Liturgie“)
  - Gabenbereitung
    - Bereitung des Altares
    - Gabenprozession
    - Gabengebet

  - Eucharistisches Hochgebet, darin
    - Präfation mit Sanctus
    - Post-Sanctus, Anamnese mit Einsetzungsbericht, Wandlung und Akklamation
    - Epiklese, Interzessionen und Doxologie

  - Kommunion
    - Gebet des Herrn (Vaterunser)
    - Friedensgruß
    - Brechung des Brotes mit „Agnus Dei“ (Lamm Gottes)
    - Kommunionspendung
    - Stille und Dankgesang
    - Schlussgebet

- Abschluss
  - ggf. Vermeldungen
  - Segen
  - Entlassungsruf
  - Auszug

Zumeist singt die Gemeinde zur Eröffnung ein Lied (Introitus). Nach dem Bußritus, der durch das sonntägliche Taufgedächtnis ersetzt werden kann, werden das Kyrie und das Gloria (letzteres sonntags und an Festen, aber nicht an den Advents- und Fastenzeitsonntagen) gesungen oder gesprochen. Nach dem Tagesgebet, mit dem die Eröffnung abschließt, folgen die Lesungen aus dem Alten und dem Neuen Testament, an Sonntagen und Festen drei, an Werktagen zwei. Die letzte dieser Lesungen ist immer einem der vier Evangelien entnommen. Auf die erste Lesung folgt der Antwortpsalm, an Ostern und Pfingsten sowie an Fronleichnam und fakultativ am Gedächtnis der Schmerzen Mariens die Sequenz. Dem Evangelium geht das Halleluja, in der Fastenzeit ein Christus-Ruf oder ein Tractus voraus. Mindestens an Sonntagen und Festtagen ist nach dem Evangelium eine Predigt (Homilie) vorgeschrieben. Ihr schließen sich an Sonntagen und Festen das nizänokonstantinopolitanische oder (nach Belieben) apostolische Glaubensbekenntnis (Credo) und immer die Fürbitten (sogenanntes „allgemeines Gebet“) an.

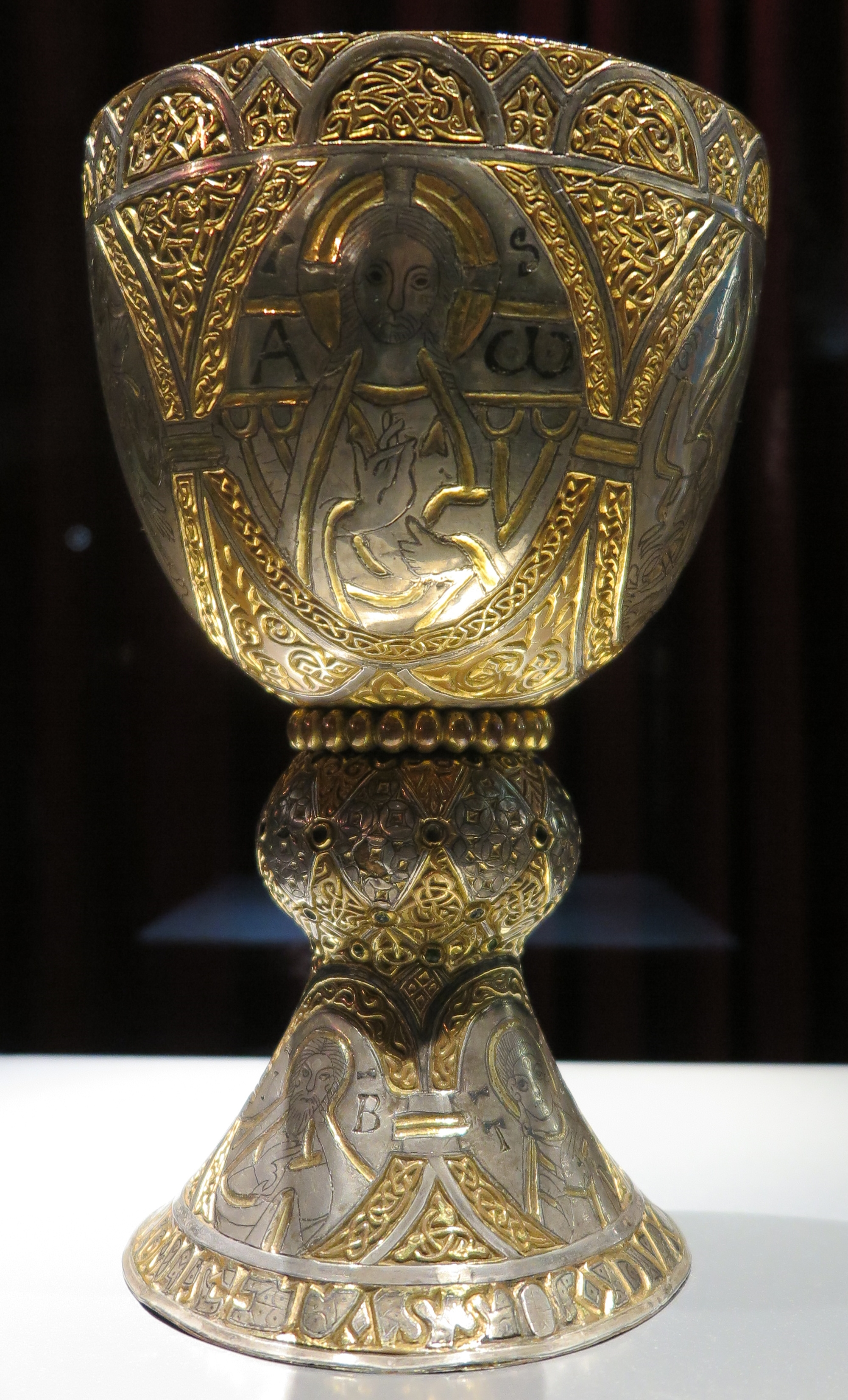
Der Kelch nimmt in der heiligen Messe eine zentrale Stelle ein (der im Jahre 777 gestiftete Tassilokelch; Stift Kremsmünster)

Nach diesem Wortgottesdienst folgt die Eucharistiefeier. Bei der Gabenbereitung werden der Altar bereitet und Hostienschale (Patene), Kelch, Brot, Wein und Wasser zum Altar gebracht, was meist von Gesang, dem Offertorium, begleitet und durch das Gabengebet des Priesters abgeschlossen wird. Darauf folgt das Eucharistische Hochgebet mit der Präfation, das der Priester im Namen der Gemeinde vorträgt. Diese bekräftigt die priesterlichen Gebete durch Akklamationen: das Sanctus nach der Präfation und „Deinen Tod, o Herr, verkünden wir und Deine Auferstehung preisen wir, bis Du kommst in Herrlichkeit“ nach der Wandlung und das abschließende „Amen“, das musikalisch auch stärker ausgestaltet werden kann. Für die drei Kinderhochgebete sind außerdem weitere Akklamationen vorgesehen. Mit dem Eucharistischen Hochgebet erfolgt durch den Heiligen Geist die Verwandlung von Brot und Wein zu Leib und Blut Christi (Transsubstantiation).
Die folgende Kommunion wird näherhin vorbereitet durch das Vaterunser, den Friedensgruß und das Brechen des Brotes mit begleitendem Agnus Dei. Während oder nach der Kommunionspendung singt man einen Begleit- oder Dankgesang (Communio). Kelche und Patenen werden nach der Kommunion oder nach der Messfeier am Altar oder an der Kredenz purifiziert. Die Eucharistiefeier schließt mit einem Dankgebet (Postcommunio, Schlussgebet). Abgeschlossen wird die heilige Messe mit dem Segen und der liturgischen Entlassung (Ite missa est, „Gehet hin in Frieden“). Zum Auszug des Priesters und seiner Assistenz wird häufig ein Schlusslied gesungen.

### Byzantinischer Ritus
Der Byzantinische Ritus entstand und entwickelte sich im Byzantinischen Reich, näherhin in Konstantinopel, und ist den ostkirchlichen Liturgien zuzurechnen. Sowohl die byzantinisch-orthodoxen Kirchen als auch die mit Rom unierten Kirchen des byzantinischen Ritus feiern ihre Gottesdienste in dieser Form, nicht jedoch die orientalisch-orthodoxen Kirchen.
Ab dem 4. Jahrhundert in Byzanz, vor allem durch den Klerus der Konstantinopler Hagia Sophia, in feste, aber keineswegs starre Formen gebracht, fand der byzantinische (= konstantinopolitanische) Ritus im 9. und 10. Jahrhundert einerseits durch die beiden Slawenapostel Kyrill und Methodius weite Verbreitung unter den slawischen Völkern (Bulgaren, Russen, Serben) und andererseits auch bei den durch den Islam geschwächten orthodoxen Kirchen im Nahen Osten (Patriarchate von Alexandrien, Antiochien und Jerusalem). Von Anfang an wurde die Landessprache verwendet, erst später bildete sich die Verwendung einer eigenen Liturgiesprache (etwa das Kirchenslawisch in Russland) heraus. Liturgische Zusätze und Ausformungen kamen im Laufe der Zeit hinzu, die Herausbildung der heutigen Form geht aber im Wesentlichen auf das 8. Jahrhundert zurück.
Die sehr feierliche Form der Feier des Gottesdienstes im byzantinischen Ritus ist gekennzeichnet durch die Verehrung der Ikonen, die Verwendung von Weihrauch, die Abtrennung (eigentlich Verbindung) des Altarraumes vom bzw. mit dem Kirchenschiff durch die Ikonostase und die festlichen Gewänder der Zelebranten und Ministranten. Die meisten Kirchen des byzantinischen Ritus folgen dem julianischen Kalender.

## Ort der Messfeier
Die frühesten Eucharistiefeiern wurden in provisorischen Gebetsräumen in Privathäusern als Haus- oder Gruppenmessen gefeiert. Erst mit dem Abklingen der Christenverfolgungen im Römischen Reich wurde das Christentum legitimiert, und ab dem 3. Jahrhundert waren Kirchbauten möglich, wo sich die Liturgie der heiligen Messe entfalten konnte. Typische Gottesdienstform war in der römischen Liturgie der bischöfliche Stationsgottesdienst: Man versammelte sich in einer Versammlungskirche (Collectakirche) und zog in Prozession zur Stationskirche, wo die Messe gefeiert wurde.
In den Kirchen bekam der Altar eine zunehmende Bedeutung. Zunächst war es ein einfacher hölzerner Tisch, dann setzten sich steinerne Altäre durch. Viele Kirchen wurden über den Gräbern der Märtyrer errichtet; daraus entstand der Brauch und später – zuletzt angeordnet durch das Konzil von Trient – die Vorschrift, dass unter oder in einem Altar Reliquien eines Heiligen beigesetzt sein mussten. Mittelalterliche Klöster und andere Kirchen verfügten über zahlreiche Reliquien und entsprechend eine Vielzahl von Altären. Die Bedeutung einer Kirche hing vom Besitz solcher Reliquien ab. Heilige Messen wurde in solchen Kirchen jetzt nicht nur am Haupt- oder Hochaltar zelebriert, sondern durchaus auch gleichzeitig an mehreren Seitenaltären.
Reisende Priester mussten einen Tragealtar mitführen, wenn sie außerhalb von Kirchen die heilige Messe feiern wollten, etwa auf Missionsreisen oder bei Kriegszügen. Bis etwa zum 8. Jahrhundert reduzierte sich der Tragealtar vom Tisch zu einer Platte oder Tafel mit eingesetztem Reliquienbehälter (Altarstein), die leicht auf einer erhöhten Unterlage angebracht werden konnte. In der orthodoxen Tradition hatte es sich seit dem frühen Mittelalter eingebürgert, statt eines Altarsteins ein Antimension (Ἀντιμήνσιον) zu verwenden, ein Tuch aus Leinen oder Seide mit eingenähten Reliquien.
Im Zweiten Weltkrieg war es Militärpfarrern bei Ausübung ihrer Tätigkeit seitens des katholischen Feldbischofs der Wehrmacht erlaubt, statt eines Altarsteins ein textiles Antimensium zu benutzen, auf das dann das Korporale gelegt wurde. Dies galt auch für Soldaten, die Priester waren, bei privater Zelebration. Nach dem Krieg blieb der Gebrauch des Antimensions bei Messfeiern außerhalb von Kirchen weiterhin gestattet und wurde üblich.
Heilige Messen außerhalb von Kirchenräumen werden häufig gefeiert
- im Rahmen von Wallfahrten an Wallfahrtsorten, wo oft überdachte steinerne Altäre im Freien vorhanden sind, etwa bei einer Kreuzwegstation
- im Rahmen von eucharistischen Kongressen, Katholikentagen oder Weltjugendtagen, bei Papstreisen und anderen Großveranstaltungen, bei denen in der Regel eigens für die Veranstaltung ein überdachter Altaraufbau errichtet wird
- im Rahmen der Soldatenseelsorge bei Manövern und am Einsatzort
- als Tischmesse mit kleineren Gruppen, etwa im Rahmen der Jugend- und Seniorenarbeit
- auf Schiffen im Rahmen der Touristenseelsorge
- bei Zeltlagern im Rahmen der kirchlichen Jugendarbeit
- als „Bergmesse“ auf einer Höhe im Gebirge, gegebenenfalls nach gemeinsamem Aufstieg
- als Wegzehrung im Hause eines Kranken oder Sterbenden

## Liturgische Dienste

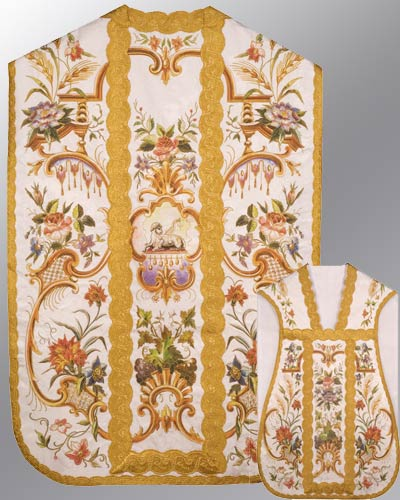
Kasel in traditioneller römischer Bassgeigenform, mit reicher barocker Ornamentik und dem Lamm Gottes bestickt

Das Zweite Vatikanische Konzil hat eine Reihe von liturgischen Diensten wiederbelebt, die heute in vielen Gemeinden Verwendung finden. Als Grundsatz gilt, dass alle Christen „bei den liturgischen Feiern entsprechend ihrem Amt, ihrer Beauftragung oder aufgrund ihrer Taufe“ und Firmung zusammenwirken und „den ihnen je eigenen Teil übernehmen.“
Folgende Dienste werden auf der Grundlage eines Amtes der Kirche ausgeübt:
- Bischof: Er ist der eigentliche Leiter der Liturgie und soll, wenn er anwesend ist, der Messfeier vorstehen. Der Priester wird als sein Stellvertreter und Mitarbeiter angesehen.
- Priester: Neben dem Bischof und als dessen Vertreter ist nur der Priester (Presbyter) befugt, einer Messe vorzustehen.
- Diakon: Er fungiert als Assistent des Vorstehers und Diener der liturgischen Versammlung. Seine Aufgaben sind die Verlesung des Evangeliums, die Herrichtung des Altares für die Eucharistie, der Vortrag der Gebetsintentionen der Fürbitten, der Vortrag bestimmter Admonitionen, die Hilfestellung bei bestimmten Handlungen des Vorstehers sowie die Austeilung der Kommunion, besonders der Kelchkommunion, innerhalb der Versammlung sowie an die abwesenden Kranken. Ist kein Diakon anwesend, werden seine Aufgaben je nach Art entweder vom Vorsteher, einem Konzelebranten oder von anderen liturgischen Diensten übernommen.

Laien können die folgenden liturgischen Dienste übernehmen:
- Ministrant beziehungsweise Messdiener: Der Dienst besteht in der Übernahme verschiedener Dienste bei der Liturgie, zum Beispiel des Buchdienstes, das Tragen des Kreuzes und der Leuchter, Bereiten des Weihrauches, das Herbeibringen der Gaben von Brot und Wein und das Läuten der Altarschellen oder Anschlagen des Gongs vor den Wandlungsworten und zur Elevation.
- Lektor: Die Aufgabe des Lektors ist der Vortrag der Schriftlesungen aus dem Alten und Neuen Testament, gegebenenfalls auch des Psalms zwischen den Lesungen und der Anliegen bei den Fürbitten. Für den dauerhaften Lektorendienst gibt es eine besondere Beauftragung durch den Bischof. Ist kein beauftragter Lektor da, kann jeder gläubige Laie zum Lektorendienst bestimmt werden. Der Vortrag des Evangeliums in der Messfeier fällt wegen ihres Verkündigungsauftrags den Diakonen oder den Priestern zu.
- Kommunionhelfer: Die Aufgabe der Kommunionhelfer ist insbesondere die Unterstützung der Priester und Diakone bei der Austeilung der Kommunion, auch bei der Kelchkommunion. In „echte[n] Notsituationen […] kann nach Maßgabe des Rechts vom Diözesanbischof auch ein […] Laie ad actum oder ad tempus als außerordentlicher Spender beauftragt werden […] Nur in besonderen, unvorhergesehenen Fällen kann eine Erlaubnis ad actum vom Priester gewährt werden, der der Eucharistiefeier vorsteht.“[30] Der Dienst des Kommunionhelfers ist zeitlich und örtlich begrenzt (meist für fünf Jahre in der eigenen Pfarrgemeinde) und bedarf der bischöflichen Beauftragung. Hiervon unterscheidet sich der Dienst des Akolythen.
- Kantor, Choralschola und Chor: Die Aufgabe des Kantors ist das Vortragen und Anstimmen bestimmter Gesänge, besonders des Antwortpsalms nach der ersten Lesung, gegebenenfalls auch der Anliegen bei den Fürbitten. Schola und Chor singen – zum Teil im Wechsel mit der Gemeinde – liturgische Gesänge, wie zum Beispiel die Ordinariumsgesänge, als gregorianischen Choral oder in mehrstimmiger Form.

Als Konzelebrant wird ein Bischof oder Priester bezeichnet, der neben dem Hauptzelebranten an der Messe priesterlich mitwirkt. Es können mehrere Konzelebranten anwesend sein. Einige wenige Aufgaben des Vorstehers können von einzelnen Konzelebranten übernommen werden bzw. vollziehen alle Konzelebranten gemeinsam. Auch können Konzelebranten einzelne Aufgaben des Diakons übernehmen, sofern kein Diakon bei der Feier mitwirkt.
Das Amt des Bischofs, Priesters und Diakons üben in der katholischen Kirche nur Männer aus, die dazu das Weihesakrament von einem Bischof empfangen haben. Für einige Dienste der Laien sind besondere Beauftragungen durch den zuständigen Bischof vorgesehen.

## Trivia
Am 8. Mai 1936 feierte P. Paul Schulte OMI an Bord des Luftschiffs Hindenburg als erster Priester eine heilige Messe in der Luft.
Als die heiligen Messen mit den bisher meisten Teilnehmern gelten die Messe anlässlich des Weltjugendtages am 15. Januar 1995 in Manila mit Papst Johannes Paul II. und mindestens vier Millionen Teilnehmern sowie eine Messe mit Papst Franziskus und schätzungsweise bis zu sieben Millionen Teilnehmern am 18. Januar 2015, ebenfalls in Manila.